# 利伯蒂鎮區 (堪薩斯州巴頓縣)
利伯蒂鎮區（英語：Liberty Township）為位在美國堪薩斯州巴頓縣的鎮區。2010年美国人口普查中該鎮區人口有262人。
利伯蒂鎮區於1879年設立。

## 地理
利伯蒂鎮區涵蓋面積88.14平方（34.03平方英里），境內無城鎮設立。

## 人口統計
根據2010年美國人口普查，利伯蒂鎮區人口有262人，人口密度為2.98人/平方公里。種族方面，92.75%為白人；1.15%為非裔美洲人；0%為美洲原住民；0.38%為亞洲人；0%為太平洋島民；4.96%為其他種族；另外有0.76%為兩個或以上的種族。而西班牙裔美國人或拉丁美洲人佔該鎮區人口的8.4%。

## 外部連結
- USGS Geographic Names Information System (GNIS)（页面存档备份，存于）
- US-Counties.com
- City-Data.com（页面存档备份，存于）